# Jacques Biget
Pour les articles homonymes, voir Biget.
Jacques Biget (né le 19 avril 1922 à Landrecies et mort le 15 mai 1978 à Saint-Vallier-de-Thiey) est un haut fonctionnaire et homme politique français.

## Biographie
Né le 19 avril 1922 à Landrecies, Jacques Biget est le fils d'Albert Biget, directeur de la Sécurité publique au ministère de l'Intérieur et directeur de la Police judiciaire. Il fait ses études à l'École libre des sciences politiques. 
Il commence sa carrière en septembre 1944 à Paris au cabinet du Préfet en tant que chargé de mission et Inspecteur des comptes. Titulaire de la croix de guerre 1939-1945 et de la médaille de la Résistance, en mars 1945 il est nommé chef de cabinet du préfet de l'Yonne (Auxerre) puis en avril de la même année chef de cabinet du secrétaire général de la Préfecture du police.
En janvier 1947, il est nommé chef de cabinet du secrétaire général du Gouvernement général d'Algérie. 
En juillet 1950, Jacques Biget est nommé chef adjoint du ministre d'État chargé du Conseil de l'Europe puis en mars 1951 chef adjoint du cabinet du vice-président. De septembre 1951 à février 1956, il occupe les postes de secrétaire général de la préfecture du Tarn (Albi) puis sous-préfet à Mamers.
En février 1956, il devient chef de cabinet du Président du Conseil, Guy Mollet.
De décembre 1957 à avril 1962, il occupe les postes de secrétaire général de la préfecture de la Sarthe (Le Mans), chef de cabinet du Préfet de la Seine, conseiller au cabinet du ministre de l'Intérieur et secrétaire général des Alpes-Maritimes (Nice).
Jacques Biget est fait chevalier de la Légion d'honneur en avril 1957.
En 1962, il est nommé préfet de police d'Oran (Algérie) et à l'indépendance il devient directeur du Secrétariat général de la Défense nationale. Il restera profondément marqué par ces deux séjours en Algérie (1947 et 1962) et y gardera de grandes amitiés.
De 1965 à 1970, il est nommé à Monaco en tant que conseiller de gouvernement pour l'Intérieur auprès du Prince Rainier de Monaco.
Il démissionne de ses fonctions pour se présenter aux élections législatives sous les couleurs de la SFIO dans la 6e circonscription des Alpes-Maritimes.
En 1970, il est nommé secrétaire général à l'expansion de la Ville de Marseille, chef de cabinet du président du Conseil régional de Provence-Alpes-Côte d'Azur puis secrétaire général de la Mairie de Marseille auprès de Gaston Defferre. 
Il est fait officier de la Légion d'honneur en 1978.
Maire de Saint-Vallier-de-Thiey de 1965 à 1973, il s'y donne la mort le 15 mai 1978, trois jours après avoir participé au conseil municipal de Marseille.

## Hommage
Un complexe sportif porte son nom à Saint-Vallier-de-Thiey.